# NGC 3705B
NGC 3705B is een lensvormig sterrenstelsel in het sterrenbeeld Leeuw. Het hemelobject werd op 18 januari 1784 ontdekt door de Duits-Britse astronoom William Herschel.

## Synoniemen
- PGC 1361422